# اندیس کفتار
کفتار یک اندیس غیرفلزی است که در حوالی شهر اردستان استان اصفهان قرار دارد و مادهٔ معدنی موجود در آن، باریت است.  